# 唐·李維
唐·李維，OBE（Don Revie，1927年7月10日—1989年5月26日）全名當奴·佐治·李維（Donald George Revie），是已故英格蘭足球員和領隊。在唐李維執教下，列斯聯在1961年至1974年期間，締造了球會歷來最頂尖的黃金時期。及後，唐李維出色的領軍表現獲得英格蘭垂青，因而在1974年－1977年擔任英格蘭領隊一職。

## 球員生涯

### 早年
唐李維於14歲綴學成為砌磚學徒，同時在紐波特男童會（Newport Boys' Club）參加足球比賽。6個月後當地薄有名氣的米杜士堡快捷（Middlesbrough Swifts）以5先令取得唐李維加盟，米杜士堡快捷由1942年到1944年雄霸當地球壇，贏得多項比賽錦標。
唐李維的表現獲得外界注目，莱斯特城擊敗米杜士堡招攬唐李維離開家園往外發展。1944年8月26日唐李維首度披甲出戰狼隊，擔任右翼。唐李維隨即成為常規正選球員，在戰時上陣33場。戰後首個球季（1946/47年）唐李維表現出色，雄心勃勃的李斯特城希望重返甲組，但唐李維在對熱刺時重創右腳足踝，李斯特城醫院的專家認為只有千份之一復原的機會。
在領隊尊尼·鄧肯（Johnny Duncan）的姪女艾莉絲（Elsie）細心看顧下，唐李維奇蹟地在傷後僅19週便痊癒復出，鄧肯亦將唐李維移任策劃工作，避免再次受傷。而唐李維與艾莉絲更於1949年共諧連理。李斯特城連續兩年只獲得第九位，未能挑戰升級。1948/49年更差點降級，在煞科日作客1-1賽和卡迪夫城，僅以一分之微力保第十九位成功護級。但李斯特城在足總盃卻有不同的演出，在準決賽以3-1淘汰當年甲組聯賽冠軍樸茨茅夫，唐李維射入奠定勝局的第三球，協助李斯特城晉級溫布萊決賽對狼隊。在復活節週一對韋斯咸時撞破鼻子，唐李維不以為意，在下場對布力般流浪時照常上陣，但當唐李維出發作客對普利茅夫時，唐李維突然流鼻血不止，被送到李斯特城皇家醫院（Leicester Royal Infirmary），稍後獲悉如延後一小時送院可能性命不保。因此唐李維不能出席足總盃決賽，身體虛弱的唐李維甚至不能到場為隊友打氣，只能在收音機傍靜聽李斯特城以1-3敗陣屈居亞軍。
唐李維與艾莉絲結婚後希望轉換環境，但因缺乏自信而先後拒絕阿仙奴及曼城的邀請，唐李維於1949年11月11日以19,000英鎊轉會至剛升上乙組的侯城，翌日即上陣對榜末的高雲地利，以2-1僅勝。在球員兼領隊賴奇·卡特（Raich Carter）於1951年9月與董事會爭執而離職後，唐李維要求轉會。曼城再度表示興趣，於10月以28,000英鎊（20,000鎊現金加估值8,000鎊的後衛厄尼·菲利普斯作交換）將唐李維帶到頂級聯賽。

### 李維計劃
剛回升甲組的曼城季初艱苦作戰，領隊莱斯·麦克道尔（Les McDowall）在9月展開增兵救亡，先以25,000英鎊從新特蘭購入艾弗·布罗迪斯（Ivor Broadis），兩週後再羅致唐李維。唐李維一時未能適應曼城的陣式，與波迪斯位置重疊，加上鼠蹊受傷，曼城自1月初到4月中沒有取得一場勝仗，領隊及球員承受沉重的壓力，最終曼城獲得第15位，而同市死敵曼聯卻奪得聯賽冠軍。翌季曼城成為降級熱門，唐李維一度提出轉會要求，最後仍然留隊，但曼城表現缺乏起色，更曾10週內沒有入球，僅在煞科日以5-0擊敗為應付足總盃決賽而留力的黑池，以1分壓倒史篤城而成功護級。
1953/54年球季波迪斯以巨額轉會費加盟紐卡素，唐李維終於可以出任其善長較後的位置。1953年11月25日匈牙利在溫布萊以6-3徹底擊敗英格蘭，其中鋒南多尔·希代古蒂（Nandor Hidegkuti）的打法深深吸引在看電視轉播的唐李維及曼城預備隊中鋒约翰尼·威廉姆斯（Johnny Williamson）。麦克道尔繼續不停轉變陣容，但球季結束時只能獲得第17位。但曼城預備隊卻有截然不同的表現，威廉姆斯模仿希代古蒂的墮後打法，串連翼衛肯恩·巴恩斯（Ken Barnes），在改變後直到季末的26場比賽保持不敗。
預備隊的成功讓頑固的麦克道尔不得不在一隊套用相同的陣式，這套陣式後來被《曼徹斯特晚報》（Manchester Evening News）的埃里克·汤顿（Eric Thornton）稱為「李維計劃」（Revie Plan），主要是模仿匈牙利的陣式，唐李維擔任墮後中鋒，在自己半場與翼衛及內鋒構成一個三角形，兩名翼鋒移入讓唐李維走兩邊翼位創造空位，當德國籍曼城門將畢·圖曼（Bert Trautmann）接球後，隨即以其獨特有如推鉛球般將皮球準確投到走到空位的唐李維腳下，翼衛走前與唐李維作短傳，將對方守將引前攔截，互相走空位以準確的短傳向前推進，直到唐李維在對方閘位取得空檔，才以他的個人技巧作個人突破或長傅給前鋒球員攻門，整套戰陣繫於準確的短傳創造空位及沒有皮球在腳的球員走位。
1954/55年球季首場作客對普雷斯頓是「李維計劃」首度登場，被對手以5-0徹底擊破。賽後檢討，麦克道尔決定提升預備隊的肯恩·巴恩斯上一隊作為與唐李維互傳的翼衛，在巴恩斯推前時其他守衛則填補其空位，在第二場主場對時立竿見影，以5-2取得勝仗。9月25日曼徹斯特德比主場對曼聯，曼城以3-2力壓巴斯比宝贝。曼城持續出色的表現，聯賽榜排名前列，而足總盃先後淘汰打比郡、曼聯、盧頓及伯明翰城晉級準決賽，直指雙料冠軍。
但這個傑出的球季在球員傷患及人事鬥爭中結束。麦克道尔認為唐李維經常堅持己見而挑戰領隊的權威，兩人的關係並不太好。季中麦克道尔以25,000英鎊從喜百年簽入內鋒博比·约翰斯通（Bobby Johnstone），更以约翰斯通取代唐李維的位置，其餘隊員恐怕改變會影響運作良好的陣式。這時中鋒约翰尼·哈特（Johnny Hart）恰好斷腳休戰，讓唐李維及约翰斯通在足總盃準決賽對新特蘭時同場上陣，兩人合作良好，憑罗伊·克拉克（Roy Clarke）一個美妙的頭槌1-0擊敗對手，但入球功臣克拉克在比賽末段因傷離場。在球員受傷及集中力減退下，曼城在季末聯賽瀕瀕失分，雖然主場3-0擊敗狼隊一度重燃爭標希望，但下一場在主場被黑池6-1重創，聯賽最尾一場作客0-2負於阿士東維拉，最終只獲第七位，與冠軍車路士相距6分。克拉克在對阿士東維拉時再度傷出而缺席足總盃決賽。而唐李維獲足球記者協會評選為是年足球先生。
1955年5月7日溫布萊球場足總盃決賽對紐卡素，開賽僅45秒積奇米爾般（Jackie Milburn）即籍角球開出頭槌破網為紐卡素先開紀錄。20分鐘，年僅24歲剛代表英格蘭首次上陣的曼城右後衛吉米·麦多斯（Jimmy Meadows）扭傷膝蓋韌帶退下火線，曼城只餘10人作戰，而麦多斯亦因這次受傷而不能再在綠茵場上角逐。但「李維計劃」發揮功效，雙方扯成均勢，完半場前约翰斯通飛身頭球頂入扳平1-1。下半場多打一人的紐卡素獲得壓倒性優勢，同時其後防在唐李維取得皮球時迅速移前，陷曼城前鋒於越位位置，破解「李維計劃」。博比·米歇尔（Bobby Mitchell）及乔治·汉纳（George Hannah）先後建功協助紐卡素以3-1勝出。 
1955/56年季前開操，唐李維沒有依時報到，由於上一季曼城提早兩週到德國作季前集訓，唐李維向領隊麦克道尔要求延遲歸隊作補償，被麦克道尔一口拒絕，一意孤行的唐李維按照計劃與任職教師的妻子艾莉絲歡渡延長的暑假。麦克道尔及曼城的董事會被唐李維自大的行動激怒，處罰唐李維無薪停賽14日，同時向傳媒發放事件的原因及結果。麦克道尔隨即實施「约翰斯通計劃」（Johnstone Plan）取代「李維計劃」，而傳媒亦站在麦克道尔一方，曼城球迷亦覺得唐李維開始「大頭」紛紛寫信支持董事會的決定。唐李維被貶落預備隊，只再一隊球季約半數的球賽上陣。曼城開季成績稍差，及後回勇，以第四位結束球季。而足總盃則過關斬將，先後淘汰黑池、修安聯及利物浦雙雄利物浦和愛華頓，準決賽1-0擊敗熱刺，再次晉級決賽。曼城門將畢·圖曼繼承唐李維獲得當年足球先生。
1956年5月5日決賽對伯明翰城當天接近中午，因為右翼比尔·史百德（Bill Spurdle）受傷，麦克道尔決定讓唐李維上陣擔任正前鋒，有微傷的约翰斯通移任右翼。比賽了只3分鐘，唐李維已證明麦克道尔的決定正確，唐李維由己方禁區開始策動攻勢，40碼長傳給克拉克，然後奔跑50碼接應回傳，再傳交走空檔的乔·海耶斯（Joe Hayes）射入先開紀錄。伯明翰城於15分鐘扳成平手。下半場约翰·戴森（John Dyson）及约翰斯通在65至68的三分鐘內各入一球以3-1領先。曼城戰意稍為鬆懈讓伯明翰城搶回形勢，離完場還有17分鐘，門將畢·圖曼成功阻截伯明翰城中鋒彼得·墨菲（Peter Murphy）的單刀射球，被對手膝頭撞擊頸部，即時失去知覺，但雙手仍然緊抱皮球。球證暫停比賽，畢·圖曼甦醒後仍然感覺頸部刺痛，由於當時沒有換人制度，隊長莱伊·保罗（Roy Paul）考慮由右閘莱伊·拉图（Roy Little）改任門將，但畢·圖曼堅持繼續比賽，更勇救數個險球保持勝果，曼城奪得歷來第三次足總盃冠軍，賽後詳細檢查才發覺畢·圖曼一節頸骨被撞裂。這是唐李維球員生涯獲得唯一一面冠軍獎牌。

### 重返東北
1956/57年新球季唐李維再次披上9號球衣擔任其鍾愛的墮後中鋒位置，但曼城開季的成績極度差劣，在9月到10月期間連負6場比賽，其中5場吃光蛋，而唯一有入球的一場是作客慘負阿仙奴3-7。麦克道尔再次將唐李維調任右翼，由约翰斯通擔任中鋒。唐李維與麦克道尔的分歧加劇，最終唐李維於1956年11月以24,000英鎊轉投家鄉東北部球隊新特蘭。
今非昔比的新特蘭只是活在往日光輝的陰影中，這支被稱為「英倫銀行俱樂部」（Bank of England club）的球隊花費巨額金錢購買球員只為護級而努力，到球季結束僅獲得榜末第三位而成功護級。季後新特蘭被揭發非法付款給球員，球隊被判罰破紀錄的5,000英鎊，主席、財務總監及三名董事永久不能從事足球行業，領隊比尔·默里（Bill Murray）亦被罰款200英鎊及離開，成為首名沒有冠軍榮譽的新特蘭領隊。
艾伦·布朗（Allan Brown）繼任成為新領隊，新特蘭最終於1958年降級乙組，結束長達68年連續頂級聯賽生涯。唐李維並非布朗心目中升級人選，被貶落預備隊。不甘寂寞的唐李維，隨即於11月以14,000英鎊加盟甲組的列斯聯，當時唐李維累計轉會費總額是全英國最高的一人。

### 國家隊
唐李維曾6次代表英格蘭出場，全部擔任正選及踢足全場，共射入4球。
1954年10月2日首次披上國家隊球衣在英國本土四角錦標賽作客貝爾法斯特對北愛爾蘭，以2-0獲勝兼射入一球。1955年4月2日再在本土四角錦標賽主場溫布萊對蘇格蘭上陣，在右路與馬菲士（Stanley Matthews）合作，唐李維射入第三球，結果7-2大勝。同年5月15日作客巴黎友賽法國，0-1僅負。10月2日作客哥本哈根友賽丹麥，唐李維梅開二度，包括先開紀錄的十二碼，協助英格蘭大勝5-1。10月22日在本土四角錦標賽作客加的夫對威爾斯，1-2鍛羽而回。唐李維最後一次代表英格蘭在1956年10月6日再在貝爾法斯特出戰北愛爾蘭，雙方1-1言和。

## 領隊生涯

### 列斯聯
1961年3月16日，唐李維成為列斯聯的球員兼領隊，唐李維花了3年時間，將列斯聯重新升回甲組聯賽，並成功打進1965年足總杯決賽，1969年和1970年，唐李維相繼獲得了英格蘭年度最佳領隊，並於1970年獲頒OBE勳章。
列斯聯在唐李維帶領的時期，贏得了：
- 足總杯一次[5]
- 聯賽杯一次
- 社區盾一次
- 乙組聯賽冠軍一次
- 甲組聯賽冠軍兩次
- 博覺會杯冠軍兩次

另外，列斯聯在唐李維帶領下，3次打進足總杯決賽、兩次打進足總杯四強、一次博覺會杯決賽、一次博覺會杯四強、一次歐洲優勝者杯決賽、一次歐聯四強、5次甲組聯賽亞軍、1次甲組聯賽季軍和兩次甲組聯賽殿軍。

### 英格蘭
1974年7月3日唐李維與英格蘭足球總會高層會面，同意擔任英格蘭的領隊，主要目標為1978年世界盃，年薪20,000英鎊，翌日列斯聯董事會應允唐李維的呈辭，唐李維結束與列斯聯長達16年的賓主關係，當時剩餘的合約直到1979年才屆滿，約滿後尚有5年的顧問期。
唐李維首個挑戰是1976年歐洲國家盃，外圍賽被編在第一組，同組尚有捷克斯洛伐克、葡萄牙及塞浦路斯，首場比賽於1974年10月30日主場對捷克斯洛伐克，最終以3-0擊敗對手，但三週後只能與葡萄牙0-0賽和。一改前領隊藍西爵士或唐李維自己帶領列斯聯時的固定陣容，唐李維不斷換人以找尋理想組合，期間部分人選如的科林·维容（Colin Viljoen）、诺里奇城的菲尔·博耶尔（Phil Boyer）及效力丙組水晶宮的（Peter Taylor）著實令人摸不著頭腦，而唐李維又時常棄用球員但不作解釋。唐李維重召1966年世界盃冠軍成員出任隊長，在中場配合天才橫溢的（Alan Hudson），於1975年3月12日在溫布萊球場友賽2-0擊敗世界盃及歐國盃雙料得主西德。4月16日兩人的組合再協助英格蘭主場5-0大勝塞浦路斯，中鋒（Malcolm Macdonald）個人包辦5個入球。下一場5月11日作客1-0小勝塞浦路斯時阿倫赫臣無故被棄用。接下來三場的英國本土四角錦標賽分別0-0賽和北愛爾蘭、2-2賽和威爾斯及主場5-1大勝蘇格蘭，英格蘭獲得本土四角錦標賽冠軍。但阿倫波爾這時亦遭棄用，9月3日作客2-1小勝瑞士時隊長臂章交到（Gerry Francis）手上。球隊的士氣開始低落，最後兩場歐國盃外圍賽作客分別1-2不敵捷克斯洛伐克及1-1賽和葡萄牙，捷克斯洛伐克取得出席歐國盃決賽週的席位。
1978年世界盃外圍賽英格蘭被編入第二組，同組分別有意大利、芬蘭及盧森堡。
他無法將英格蘭打造成另一支列斯聯，令到唐李維在任期間無甚建樹。

### 中東
1977年，唐李維成為了阿聯酋的領隊。1980年唐李維執教沙地阿拉伯球會阿拿撒，1984年則成為了阿赫利的領隊。

## 晚期
1984年唐李維返回英格蘭，曾經應聘領隊的職位，最終未能成事。唐李維其後在兒子鄧肯（Duncan）的體育圖書公司「Total Sport」非全職工作，退休後與妻子艾莉絲移居蘇格蘭。
1987年唐李維證實患上肌肉萎縮症，疾病迅速侵蝕唐李維的活動能力，只能以眨兩下眼睛表示「是」，而眨一下表示「否」，兩年內體重由17石激減到8石。列斯聯於1988年5月為唐李維在艾蘭路球場舉行一場慈善賽，收益分為兩份撥交肌肉萎縮症研究及「利兹窮困兒童活動」（Leeds Children in Need campaign）。最終於1989年5月26日在愛丁堡逝世，終年61歲，當天剛好是英格蘭聯賽煞科日，阿仙奴作客利物浦最後一分鐘的入球成2-0，以得失球差壓倒利物浦獲得聯賽冠軍，成為翌日頭條的體育新聞，唐李維的死訊沒有引起外界注意。四天後唐李維下葬在愛丁堡的沃里斯頓墓園（Warriston Crematorium），除一眾列斯聯弟子出席喪禮外，球圈中人只有劳里·迈克马尼曼（Lawrie McMenemy）及從西班牙趕到的，英格蘭足球總會沒有派代表出席。當新球季在8月展開時，所有比賽沒有一分鐘默哀儀式，更沒有球員臂纏黑紗悼念唐李維。
列斯聯為了紀念唐李維，將主場的其中一個看台改稱李維北看台，另外在2004年，唐李維入選了英格蘭足球名人堂以紀念他對足球的貢獻。

## 榮譽

### 球員時期
曼城
- 足總杯，1956年

### 領隊時期
列斯聯

#### 本土榮譽
- 甲組聯賽
  - 冠軍（1968-69、1973-74）
  - 亞軍（1964-65、1965-66、1969-70、1970-71、1971-72）

- 乙組聯賽
  - 冠軍（1963-64）

- 足總杯
  - 冠軍（1972年）
  - 亞軍（1965年、1970年、1973年）

- 聯賽杯
  - 冠軍（1968年）

- 社區盾
  - 冠軍（1969年）

#### 歐洲賽榮譽
- 博覺會杯
  - 冠軍（1968年、1971年）
  - 博覺會杯附加賽（1971年）- 亞軍
    - 因為該屆博覺會杯是最後一屆，及後便會由歐協杯取代，因而舉行了附加賽而決定獎盃誰屬，由首屆冠軍巴塞羅那對當屆冠軍列斯聯。

- 歐洲優勝者杯
  - 亞軍1973年

## 外部連結
- English Football Hall of Fame Profile
- Don Revies managerial stats for Leeds United（页面存档备份，存于）
- England's Coaches/Managers - Don Revie（页面存档备份，存于）